# جمعية إدارة الموارد البشرية (الولايات المتحدة)
عن جمعية إدارة الموارد البشرية (SHRM) هي أكبر جمعية في العالم تكرس جهودها لإدارة الموارد البشرية . وهي منظمة لعضوية الأفراد تمثل أكثر من 250,000 الأعضاء في أكثر من 140 بلدا، والجمعية تخدم احتياجات المهنيين والعاملين في مجال الموارد البشرية لمصالح مهنة الموارد البشرية. تأسست في عام 1948، ولديها أكثر من 575 فروع التابعة لها داخل الولايات المتحدة ومكاتب تابعة في الصين والهند.
توفر الجمعية الموارد اللازمة وأفضل الممارسات العالمية في مجال إدارة الموارد البشرية وشبكة من الاتصالات قيمة لأكثر من 5,000 أعضاء في أكثر من 140 بلدا من المهنيين، بالإضافة إلى مشاركة خبراء الموارد البشرية المتواجدون بالولايات المتحدة.وكجزء من التزام الجمعية بتطوير مهنة الموارد البشرية عالميا، فتحت مكاتب لها في بكين، بالصين، ومومباي، يالهند، إلى المساعدة في إنشاء علاقات ثنائية هامة، وتوفير التعليم وتيسير النهوض بمهنة الموارد البشرية، وقد قامت بتشغيل برنامج تجريبي لإنشاء منتديات الأعضاء في بلدان مختارة لتشجيع التواصل بين أعضاء الجمعية على الصعيد المحليي.وهي إيضاعضو نشط في جمعية إدارة الموارد البشرية في أمريكا الشمالية والأمانة الحالية للاتحاد العالمي لجمعيات إدارة شئون الموظفين.
وقد أسست الجمعية مقرها الإقليمي في دبي، بدولة الإمارات العربية المتحدة بقرية دبي للمعرفة في عام 2012 وذلك لتأمين الخدمات اللازمة للعاملين في مجال الموارد البشرية داخل الدولة *.

## الشهادات المهنية
- شهادة الممارس المحترف في الموارد البشرية / الممارس الأول في الموارد البشرية (PHR/SPHR)
تعد أرفع الشهادات المهنية في مجال الموارد البشرية وهي شهادة مُعترف بها عالمياً حيث تعزز حامليها بالمعرفة المهنية التخصصية المتعمقة في مجال الموارد البشرية وتمنحهم الإمكانات والقدرات المهنية اللازمة لشغل مناصب مرموقة في المؤسسات التي يعملون بها. أما المعهد الذي يمنح شهادة PHR/SPHR فهو معهد منح شهادات الموارد البشرية بالولايات المتحدة الأمريكية (HRCI) باعتباره أكبر الجهات العالمية التي تعمل على تعزيز رسالة مهنة إدارة الموارد البشرية وتوحيد معاييرها في كافة أنحاء العالم.
ولهذا قامت جمعية إدارة الموارد البشرية Society for Human Resources Management/SHRM بتصميم منهج تدريبي يؤهل لحاصلة الإعداد المتميز لدخول الامتحان.

## التعاون مع الجامعات
أعلنت «جامعة حمدان بن محمد الإلكترونية» عن مطابقة برنامج البكالوريوس  و الماجستير في إدارة الموارد البشرية المقدم لديها بشكل تام للدليل الإرشادي والنماذج التوجيهية المتعلقة بالموارد البشرية المعتمدة لدى الجمعية، ويصل عدد المؤسسات التعليمية العالمية التي تحظى بهذا الأعتراف 215 مؤسسة تضم بمجملها 269 برنامجاً أكاديمياً، نظراً لمواءمتها مع النماذج التوجيهية والتعليمات الإرشادية المتعمدة لدى الجمعية.
وتم اعتماد الدليل الإرشادي والنماذج التوجيهية رسمياً في عام 2010، بهدف تحديد الحد الأدنى من الجوانب المرتبطة بمحتوى الموارد البشرية التي تتطلب دراسة مستفيضة من قبل الدارسين المختصين بإدارة الموارد البشرية خلال مرحلة الدراسة الجامعية والدراسات العليا.
ومن أحدث الشراكات التي قامت بها الجمعية مؤخرا للعام 2013، أصبح قسم إدارة الأعمال في كلية العين لطالبات الأول من نوعه في المنطقة لإقامة منتدى جمعية إدارة الموارد البشرية للطالبات.
ليس هذا فقط فهو أول منتدى للطلاب في دولة الإمارات العربية المتحدة، ولكن أيضا أول منتدى للطلاب في الشرق الأوسط.
وقد علق على ذلك الحدث السيد/ براد بويسون المدير التنفيذي لجمعية إدارة الموارد البشرية الشرق الأوسط وأفريقيا: "نحن مسرورون جدا لإقامة المنتدى الطلابي للجمعية في دولة الإمارات العربية المتحدة، فهي ثاني دولة خارج الولايات المتحدة الأمريكية لديها المنتدى الطلابي، ونحن فخورون بشكل خاص لإقامة هذا التعاون مع كلية العين للطالبات، ولأننا أكبر جمعية في العالم للموارد البشرية نلتزم بدعم وتطوير الجيل القادم من قادة الموارد البشرية قبل دخولها إلى سوق العمل والكلية تقوم بكل تأكيد بدورها في إعداد هؤلاء القادة.
تم إنشاء برنامج الطلاب في عام 1965 لتعزيز التفاعل المتبادل المنفعة بين طلاب إدارة الموارد البشرية والممارسين. العضوية تقدم للطلاب الفرصة لاستكمال دراستهم للفصول الدراسية مع العالم الحقيقي بالمعرفة والتعلم من خلال الممارسة واكتساب الخبرات والبرنامج يشمل الآن أكثر من 450 طالب للفصول التابعة لها وأعضاء أكثر من 15000 طالب.
- الموقع الرسمي لجمعية إدارة الموارد البشرية (SHRM)
- الصفحة الرسمية لجمعية إدارة الموارد البشرية (SHRM) بالهند
- جريدة الاتحاد: جمعية الموارد البشرية تؤسس مقرها الإقليمي في «دبي للمعرفة»
- «حمدان بن محمد الإلكترونية» توائم بكالوريوس إدارة الأعمال مع «الجمعية الأميركية»
- معهد منح شهادات الموارد البشرية بالولايات المتحدة الأمريكية (HRCI)
- كلية التقنية العليا للطالبات - العين
- «جامعة حمدان بن محمد الإلكترونية» توائم ماجستير إدارة الموارد البشرية مع «الجمعية الأميركية»